# یولیان چاپائف
یولیان چاپائف (بلغاری: Юлиян Чапаев؛ زادهٔ ۳ ژوئیهٔ ۱۹۹۶) بازیکن فوتبال است.
از باشگاه‌هایی که در آن بازی کرده است می‌توان به باشگاه فوتبال لایپزیگ اشاره کرد.